# Epibator nigrofasciolatus
Epibator nigrofasciolatus — вид сцинкоподібних ящірок родини сцинкових (Scincidae). Ендемік Нової Каледонії.

## Поширення й екологія
Epibator nigrofasciolatus мешкають на островах Нова Каледонія, Белеп, Пен, Луайоте та на сусідніх островах. Вони живуть у різноманітних природних середовищах, зокрема в прибережних і мангрових заростях, у саванах, склерофітних лісах, рівнинних і гірських тропічних лісах та в чагарникових заростях макі, трапляються на полях і плантаціях, у садах та поблизу людських поселень. Зустрічаються на висоті до 100 м над рівнем моря. Ведуть денний спосіб життя, відкладають яйця.